# Darzī Valī
Darzī Valī (persiska: درزی ولی) är en ort i Iran.   Den ligger i provinsen Västazarbaijan, i den nordvästra delen av landet, 500 km väster om huvudstaden Teheran. Darzī Valī ligger 1 537 meter över havet och antalet invånare är 272.
Terrängen runt Darzī Valī är lite kuperad.Runt Darzī Valī är det ganska tätbefolkat, med 134 invånare per kvadratkilometer. Närmaste större samhälle är Būkān, 17,6 km väster om Darzī Valī. Trakten runt Darzī Valī består i huvudsak av gräsmarker.